# 米口袋
米口袋（学名：Gueldenstaedtia verna f. multiflora）为豆科米口袋属少花米口袋下的一个变型。

## 扩展阅读
- 維基物種上的相關：米口袋